# Chiens perdus sans collier (film)
Pour le roman homonyme, voir Chiens perdus sans collier.
Pour plus de détails, voir Fiche technique et Distribution.
Chiens perdus sans collier est un film de procès italo-français réalisé par Jean Delannoy, sorti en 1955, adapté du roman du même nom écrit par Gilbert Cesbron.

## Synopsis
Le juge Julien Lamy, sous des dehors bourrus, est un homme bon et compréhensif. Il saura adapter ses décisions aux cas de Francis Lanoux (voleur de 15 ans, séparé de ses grands-parents qui vivaient dans la promiscuité et qui a mis enceinte sa jeune copine Sylvette et qui sera placé au centre d'observation de Terneray) et d'Alain Robert (jeune orphelin pyromane qui fuit la ferme où il a été placé et qui cherche en vain ses parents). Il rencontrera Francis au centre d'observation. Il s'occupe également du cas de Gérard Lecarnoy, régulièrement séparé de sa mère matelassière et aventurière, qui trouvera sa voie en devenant funambule avec un des amis de sa mère. Le juge Lamy ne pourra malheureusement arrêter le destin de Francis et Sylvette qui périront, noyés, alors que la police était prête à les appréhender.

## Fiche technique
- Titre original : Chiens perdus sans collier
- Titre italien : Cani perduti senza collare
- Réalisation : Jean Delannoy
- Scénario : Jean Aurenche, Pierre Bost, François Boyer, d'après le roman du même nom de Gilbert Cesbron (Éditions Robert Laffont)
- Assistants réalisateur : Pierre Zimmer et Ruy Guerra (non crédité)
- Images : Pierre Montazel
- Cadreur : Henri Tiquet
- Format : Noir et blanc,  Ratio : 1,37:1
- Son : Jacques Lebreton
- Décors : René Renoux
- Montage : Borys Lewin, James Cuenet
- Musique : Paul Misraki (Éditions Impéria)
- Direction musicale : Marc Lanjean avec les accordéonistes Gilbert Roussel et Marcel Azzola
- Régisseur général : Lucien Lippens
- Scripte : Claude Vériat
- Maquillage : Yvonne Fortunat
- Photographe de plateau : Serge Beauvarlet
- Sociétés de production : Franco London Films - Les Films Gibé - Continentale Produzione (franco-italienne)
- Production : Henry Deutschmeister, Joseph Bercholz
- Directeur de production : Louis Wipf
- Pays de production :  France -  Italie
- Distributeur : Cocinor
- Tournage : Studios de Boulogne du 28 mars au 13 mai 1955 - Extérieurs dans la région de Provins, Conflans-Sainte-Honorine, scène des péniches à l'île Saint-Denis
- Enregistrement : Optiphone - Western Electric
- Tirage : Laboratoire Liano Films
- Durée : 98 minutes
- Genre : Comédie dramatique
- Date de sortie : 
  - Italie : 10 septembre 1955 (Mostra de Venise 1955) ; 29 décembre 1955 (sortie nationale)
  - France : 21 octobre 1955
- Affiche : Guy-Gérard Noël (France)

## Distribution
- Jean Gabin : Julien Lamy, le juge pour enfants
- Serge Lecointe : Francis Lanoux, jeune délinquant
- Anne Doat : Sylvette, petite amie de Francis
- Jimmy Urbain : Alain Robert, le jeune orphelin pyromane
- Jacky Moulière : le petit Gérard Lecarnoy
- Claire Olivier : Mme Noël, la secrétaire du juge
- Jane Marken : la déléguée aux enfants
- Véronique Deschamps : l'assistante sociale
- Robert Party : le directeur du centre de Terneray
- Gabriele Tinti : Marcel, un surveillant du centre
- Jean d'Yd : le grand-père de Francis
- Renée Passeur : la grand-mère de Francis
- Georges Aminel : l'avocat de Francis
- Dora Doll : Mme Lecarnoy, mère de Gérard
- Robert Dalban : Joseph, le funambule
- Jean-Jacques Delbo : le joueur de belote avec Joseph
- Gérard Fallec : l'adolescent ancien chef de bande
- Josette Arno : la jeune prostituée chez le juge
- Raphaël Patorni : le substitut
- Germaine Michel : la préposée du bureau de poste
- Georges Bever : un client de la poste
- Jean Hébey : "La cravate", kidnappeur d'enfants
- Jean-Jacques Lecot : l'inspecteur de la Brigade des Moeurs
- Louis Bugette : inspecteur sur la péniche 1
- Guy-Henry : inspecteur sur la péniche 2
- Albert Michel : le voisin agriculteur qui demande vainement l'échelle
- Germaine de France : une assistante sociale
- Pierre Duncan : l'agent encadrant Francis
- Charles Bouillaud : un agent au tribunal
- Bernard Musson : un avocat
- Raymond Faure : un avocat
- Marie Mergey : la religieuse
- Jimmy Perrys : Eugène dit "Gégène", l'éclusier
- Franck Maurice : un spectateur à la belote
- Hélène Tossy